# نينا فيشمان
نينا فيشمان (بالإنجليزية: Nina Fishman)‏ هي مؤرخة بريطانية، ولدت في 26 مايو 1946، وتوفيت في 5 ديسمبر 2009 بسبب سرطان.